# Liber, un revenu de liberté pour tous
Pour les articles homonymes, voir Liber.

Liber, un revenu de liberté pour tous est un essai du philosophe Gaspard Koenig et de l’économiste Marc de Basquiat paru en 2015 aux Éditions de l’onde.
Les auteurs y théorisent un type de revenu de base, le « Liber », prenant la forme d’un impôt négatif et financé par un impôt à taux unique, la « Libertaxe ». L’ouvrage a notamment inspiré le programme de la candidate à la primaire de la droite et du centre de 2016 Nathalie Kosciusko-Morizet.
Un deuxième volume a été publié en janvier 2017 pour compléter et mettre à jour le premier.

## Plan de l'ouvrage
L’ouvrage est divisé en quatre chapitres.
Le premier est consacré aux origines philosophiques du revenu universel et de l’impôt négatif. Les auteurs y mentionnent en particulier les travaux de penseurs libéraux tels que John Rawls ou Milton Friedman.
Le deuxième chapitre est intitulé « les aberrations des transferts sociaux-fiscaux français » et dénonce notamment « la trappe à smicards » et « les disparités de la politique familiale » créés par « l’enchevêtrement des dispositifs actuels ».
Le troisième chapitre présente « les grands paramètres » de la réforme du système socio-fiscal proposée par les auteurs.
Le quatrième et dernier chapitre est consacré à une « microsimulation » de cette même réforme, réalisée sur la base des travaux de recherche en Économie de Marc de Basquiat.

## Description du «Liber»

### Mécanisme du couple Liber - Libertaxe
Le principe du revenu de base sous forme d’impôt négatif est que son versement est couplé au paiement d’un impôt sur le revenu à taux unique (appelé par les auteurs « Libertaxe »). Par conséquent, seuls les plus défavorisés perçoivent effectivement une somme d’argent, décroissante avec la croissance des revenus du contribuable. Au-delà d’un certain revenu mensuel (environ 2 000 euros selon les modélisations des auteurs), l’impôt dû devient supérieur au montant du revenu de base.
La formule de calcul de l’impôt dû ou perçu sous forme de revenu de base est la suivante :
Impôt = (revenu du contribuable) x taux d’imposition unique – revenu de base
Si l’on reprend la terminologie inventée par les auteurs, on obtient :
Impôt = revenu x Libertaxe – Liber

### Choix du montant et impact sur les finances publiques
Le montant du Liber est fixé, fin 2016, à 480 euros par mois et par personne majeure, à 200 euros entre 0 et 14 ans et à 270 euros entre 14 et 18 ans. Il faut ensuite ajouter à cette somme une éventuelle allocation logement pour les personnes les plus défavorisées.
La somme de 480 euros par mois a été retenue car :
- Elle est proche du montant actuel du RSA.
- Elle est cohérente avec l’estimation réalisée par le Secours Catholique des besoins minimum vitaux (nourriture, habillement, eau, transport…)[5].
- Selon les auteurs, elle permet de maintenir « l’envie de travailler » tout en « sortant de la trappe à inactivité » causée par certains effets de seuil[6].

Dans leurs modélisations, les auteurs fixent la Libertaxe à 23 % de tous les revenus, quelle que soit leur origine (salaires, retraites, revenus du capital…). Cette valeur permettrait, selon les auteurs, de mettre en place un revenu de base avec « un effet neutre pour les finances publiques ».

### Dispositifs sociaux-fiscaux existants remplacés et conservés
Selon les auteurs, la mise en œuvre du revenu de base ne pourra se réaliser sans remise à plat du système socio-fiscal actuel - y compris l’individualisation de l’impôt. Ainsi, le Liber a vocation à remplacer plusieurs des minima sociaux ou aides existants et la Libertaxe à remplacer plusieurs cotisations sociales et fiscales.
Prélèvements supprimés :
- L’impôt sur le revenu actuel avec ses dispositifs particuliers (quotient conjugal, quotient familial, niches fiscales)
- La CSG et l’ensemble des cotisations sociales non contributives
- Les taxes sur les salaires
- L’impôt sur les sociétés

Aides supprimées :
- Les exonérations fiscales et taux différenciés appliqués aux revenus du patrimoine
- Le RSA
- La prime pour l’emploi
- L’allocation de solidarité spécifique
- L’allocation de solidarité aux personnes âgées
- Les allocations familiales
- Le complément familial
- L’allocation de base de la prestation d’accueil du jeune enfant
- Les bourses d’enseignement supérieur sur critères sociaux

Les auteurs entendent en revanche conserver certains dispositifs.
Prélèvement conservés:
- Taxe foncière
- Taxe d’habitation
- Droits de mutation
- TVA et autres taxes sur la consommation

Aides conservées:
- Aides au logement
- Allocation adulte handicapé et allocation d’éducation de l’enfant handicapé
- Allocation parentale d’éducation
- Allocation temporaire d’attente
- Allocation équivalent retraite
- Aide personnalisée à l’autonomie

Les auteurs précisent également que les prestations contributives (allocations chômage et retraite essentiellement) viennent s’ajouter au Liber.
Selon les auteurs, avec un tel mécanisme, « les grandes masses de redistribution ne seraient pas fondamentalement modifiées, sinon que les jeunes et les actifs se verraient traités plus équitablement ».

## Réception de l'ouvrage
Le Liber a notamment inspiré le programme de la candidate à la Primaire française de la droite et du centre de 2016 Nathalie Kosciusko-Morizet, qui proposait de créer « une flat tax, autour de 20 %, avec un revenu de base de 470 euros ».
La sénatrice Nicole Bricq a déclaré le 19 mai 2016 en séance publique au Sénat que le Liber était « la réflexion la plus aboutie en faveur de l’instauration d’un revenu universel ».
Lionel Stoléru, ancien secrétaire d’État chargé de la Condition des travailleurs, était membre du Conseil scientifique de l’Association pour l’instauration d’un revenu d’existence, présidée par Marc de Basquiat, jusqu’à son décès en 2016. Il a pris position à plusieurs reprises pour la mise en place de ce mécanisme (au Sénat, dans Les Échos, etc.).

## Critiques
Outre les objections contre le revenu de base en général, le Liber a fait l’objet de critiques y compris de la part de défenseurs du revenu de base :
- Le versement sous forme d’impôt négatif ne permet pas à chacun de percevoir véritablement le revenu de base.
- L’association du Liber et de la Libertaxe met clairement en évidence les contributeurs (pour lesquels la Libertaxe est supérieure au Liber) et bénéficiaires nets du système (pour lesquels le Liber est supérieur à la Libertaxe), ce qui créé un risque de stigmatisation.
- Le principe de la Libertaxe à taux unique, qui transforme la progressivité de l’impôt en proportionnalité, serait inconstitutionnel.
- Le montant est dans la fourchette basse des différents projets de revenu de base existants en France.